# Rebecca (gruppo musicale)
I Rebecca sono stati un gruppo musicale giapponese, guidato dalla cantante Nokko, che ha riscosso grande successo di pubblico negli anni ottanta. 

## Carriera
Il gruppo si forma nel febbraio 1982, per iniziativa del chitarrista Takehiko Kogure (Shake). Kogure prese il nome della band dal romanzo di Kate Douglas Wiggin Rebecca of Sunnybrook Farm. Inizialmente la band era completamente maschile, ma in seguito si unì Nokko, la sorella del bassista Koji Yamada, che era la cantante della band "DOLL". Nel luglio dello stesso anno, la band interruppe l'attività poiché Kogure e Nokko si recarono a Los Angeles per trovare una casa discografica interessata al loro demo. Il viaggio non ebbe successo, e al loro ritorno in Giappone, ripresero l'attività con la band a cui si era unito anche il bassista Noriyuki Takahashi. 
Nell'agosto del 1983 superarono l'audizione per l'etichetta FITZBEAT della CBS/Sony e il tastierista Ankio Tsuchibashi si unì a loro. Il loro singolo di debutto "Wellum Boat Club" fu pubblicato il 21 aprile 1984 ma non ebbe il successo sperato.
Nel gennaio 1985 , Kogure e il batterista Tatsuya Onuma lasciarono la band a causa di divergenze nella direzione musicale da seguire,  e furono sostituiti da  Morio Koga alla chitarra e Yutaka Odawara alla batteria. Il gruppo, guidato da Tsuchibashi virò verso sonorità synth pop, mettendo al centro dell'attenzione il canto e la danza della frontman Nokko. Con questa nuova formazione il gruppo raggiunge il successo con il quarto album Rebecca IV ~maybe tomorrow~ che nel 1985 vendette un milione di copie.
Il singolo Friends l'anno successivo fu un altro grande successo, raggiungendo la posizione numero 3 della classifica dei singoli.
Nel 1988 la band vinse il Japan Gold Disc Award come miglior artista giapponese. Il gruppo si sciolse nel 1991, con la cantante Nokko che intraprese una fortunata carriera solista.
La band si riunì nel 1995 per un concerto alla Yokohama Arena per raccogliere fondi per le vittime del Terremoto di Kobe del 1995. Nel 1999 la band fu nuovamente attiva pubblicando un remix del loro successo Friends e un nuovo singolo, ma si sciolse l'anno seguente. Ha poi ripreso le attività dal 2015.

## Discografia

### Album in studio
- 1984  - Voice Print
- 1984  - Nothing To Lose
- 1985  - Wild & Honey
- 1985  - Rebecca IV ~maybe tomorrow~
- 1986  - Time
- 1987  - Poison
- 1989  - Blond Saurus